# Esthlogena proletaria
Esthlogena proletaria är en skalbaggsart som beskrevs av Thomson 1868. Esthlogena proletaria ingår i släktet Esthlogena och familjen långhorningar.
Artens utbredningsområde är Venezuela. Inga underarter finns listade i Catalogue of Life.